# أشكان مختاريان
أشكان مختاريان (بالفارسية: اشکان مختاریان؛ مواليد 18 سبتمبر 1985) هو مُقاتل فنون قتالية مختلطة أسترالي إيراني المولد.

## وصلات خارجية
لا توجد روابط لمواقع التواصل الاجتماعي.

- أشكان مختاريان على موقع يو إف سي (الإنجليزية)
- أشكان مختاريان على موقع شيردوغ (الإنجليزية)
- أشكان مختاريان على موقع IMDb (الإنجليزية)